# Озобич, Филип
 Фили́п О́зобич (хорв. Filip Ozobić; 8 апреля 1991, Бьеловар, Югославия) — хорватский и азербайджанский футболист, полузащитник клуба «Нефтчи» и сборной Азербайджана.

## Биография

### Клубная карьера
28 ноября 2010 года Озобич дебютировал в основном составе «Спартака» в матче 30 тура чемпионата России против московского «Динамо», выйдя вместо Николы Дринчича на 89-й минуте встречи. 8 декабря 2010 года впервые вышел в Лиге чемпионов в матче против «Жилины» на 55-й минуте вместо Евгения Макеева.
21 марта 2011 года в матче 2 тура чемпионата России 2011/12 против нижегородской «Волги» из-за дисквалификации Макгиди впервые вышел в стартовом составе «Спартака».
10 января 2012 года отдан в аренду на полгода сплитскому «Хайдуку». После аренды в «Хайдуке», вернулся в «Спартак». Покинул клуб по истечении контракта.
11 июня 2016 года подписал двухлетний контракт с азербайджанским клубом «Габала».
2 июня 2018 года подписал трёхлетний контракт с другим азербайджанским клубом «Карабах».
В июне 2023 года перешёл в азербайджанский «Нефтчи».

### Карьера в сборных
Играл за сборные Хорватии различных возрастов. В январе 2017 года провёл два товарищеских матча в составе главной сборной Хорватии — против Чили и Китая. В дальнейшем, решив, что из-за высокой конкуренции играть в сборной нет шансов, принял решение играть за сборную Азербайджана, за клубы которого стал выступать с 2016 года. В 2021 году получил разрешение от ФИФА и 2 сентября 2021 года дебютировал в матче отборочного цикла ЧМ-2022 против команды Люксембурга (1:2)

## Достижения
- Обладатель Кубка Хорватии: 2012/13

«Карабах» (Агдам)
Чемпион Азербайджана (3): 2018/19, 2019/20, 2021/22